# Saint-Léger-Vauban
Saint-Léger-Vauban ist eine französische Gemeinde mit 358 Einwohnern (Stand 1. Januar 2022) im Département Yonne in der Region Bourgogne-Franche-Comté. Sie gehört zum Arrondissement Avallon und ist Mitglied im Gemeindeverband Avallon-Vézelay-Morvan. Die Bewohner werden Léodégariens und Léodégariennes genannt.
Es ist der Geburtsort des Architekten Sébastien le Prestre de Vauban, der im 17. Jahrhundert Festungsbauer des französischen Königs Ludwig XIV. war. Zu seinen Ehren wurde 1867 der ursprüngliche Ortsname Saint-Léger-Foucheret in Saint-Léger-Vauban umbenannt. 

## Geografie
Saint-Léger-Vauban liegt im Regionalen Naturpark Morvan, etwa 57 Kilometer südsüdöstlich von Auxerre und etwa 15 Kilometer südsüdöstlich von Avallon. Sie ist die südöstlichste Gemeinde des Départements und grenzt an die benachbarte Départements Nièvre und Côte-d’Or. Der Fluss Cousin, an diesem Abschnitt „Tranquelin“ genannt, entwässert das Gemeindegebiet im Westen. Mehrere kleinere und größere Wasserläufe entspringen in der Gemeinde und fließen in westlicher Richtung, bevor sie in den Tranquelin münden. Der Creusant entspringt ebenfalls auf dem Gemeindegebiet, fließt jedoch in nördlicher Richtung und wird auf seinem Weg zur Mündung in den Cousin mehrmals zu kleinen Seen aufgestaut. Etwas über die Hälfte der Gemeindefläche ist von Wald bedeckt.
Umgeben wird Saint-Léger-Vauban von den sechs Nachbargemeinden:
|                   | Beauvilliers Bussières                      | Saint-Andeux (Côte-d’Or)            |
| Quarré-les-Tombes | Kompassrose, die auf Nachbargemeinden zeigt | Saint-Germain-de-Modéon (Côte-d’Or) |
|                   | Saint-Agnan-en-Morvan (Nièvre)              |                                     |

## Bevölkerungsentwicklung
| Saint-Léger-Vauban: Einwohnerzahlen von 1793 bis 2016                                                                      | Saint-Léger-Vauban: Einwohnerzahlen von 1793 bis 2016 | Saint-Léger-Vauban: Einwohnerzahlen von 1793 bis 2016 | Saint-Léger-Vauban: Einwohnerzahlen von 1793 bis 2016 | Saint-Léger-Vauban: Einwohnerzahlen von 1793 bis 2016 |
| --- | ----------------------------------------------------- | ----------------------------------------------------- | ----------------------------------------------------- | ----------------------------------------------------- |
| Jahr |                                                       |                                                       |                                                       | Einwohner                                             |
| 1793 | 1793                                                  |                                                       | 1.244                                                 | 1.244                                                 |
| 1800 | 1800                                                  |                                                       | 1.040                                                 | 1.040                                                 |
| 1806 | 1806                                                  |                                                       | 1.224                                                 | 1.224                                                 |
| 1821 | 1821                                                  |                                                       | 1.458                                                 | 1.458                                                 |
| 1831 | 1831                                                  |                                                       | 1.499                                                 | 1.499                                                 |
| 1836 | 1836                                                  |                                                       | 1.450                                                 | 1.450                                                 |
| 1841 | 1841                                                  |                                                       | 1.633                                                 | 1.633                                                 |
| 1846 | 1846                                                  |                                                       | 1.530                                                 | 1.530                                                 |
| 1851 | 1851                                                  |                                                       | 1.481                                                 | 1.481                                                 |
| 1856 | 1856                                                  |                                                       | 1.474                                                 | 1.474                                                 |
| 1861 | 1861                                                  |                                                       | 1.276                                                 | 1.276                                                 |
| 1866 | 1866                                                  |                                                       | 1.398                                                 | 1.398                                                 |
| 1872 | 1872                                                  |                                                       | 1.376                                                 | 1.376                                                 |
| 1876 | 1876                                                  |                                                       | 1.348                                                 | 1.348                                                 |
| 1881 | 1881                                                  |                                                       | 1.296                                                 | 1.296                                                 |
| 1886 | 1886                                                  |                                                       | 1.225                                                 | 1.225                                                 |
| 1891 | 1891                                                  |                                                       | 1.312                                                 | 1.312                                                 |
| 1896 | 1896                                                  |                                                       | 1.276                                                 | 1.276                                                 |
| 1901 | 1901                                                  |                                                       | 1.230                                                 | 1.230                                                 |
| 1906 | 1906                                                  |                                                       | 1.115                                                 | 1.115                                                 |
| 1911 | 1911                                                  |                                                       | 1.000                                                 | 1.000                                                 |
| 1921 | 1921                                                  |                                                       | 850                                                   | 850                                                   |
| 1926 | 1926                                                  |                                                       | 860                                                   | 860                                                   |
| 1931 | 1931                                                  |                                                       | 841                                                   | 841                                                   |
| 1936 | 1936                                                  |                                                       | 903                                                   | 903                                                   |
| 1946 | 1946                                                  |                                                       | 931                                                   | 931                                                   |
| 1954 | 1954                                                  |                                                       | 846                                                   | 846                                                   |
| 1962 | 1962                                                  |                                                       | 693                                                   | 693                                                   |
| 1968 | 1968                                                  |                                                       | 599                                                   | 599                                                   |
| 1975 | 1975                                                  |                                                       | 509                                                   | 509                                                   |
| 1982 | 1982                                                  |                                                       | 489                                                   | 489                                                   |
| 1990 | 1990                                                  |                                                       | 394                                                   | 394                                                   |
| 1999 | 1999                                                  |                                                       | 440                                                   | 440                                                   |
| 2006 | 2006                                                  |                                                       | 424                                                   | 424                                                   |
| 2011 | 2011                                                  |                                                       | 393                                                   | 393                                                   |
| 2016 | 2016                                                  |                                                       | 361                                                   | 361                                                   |
| Quelle(n): EHESS/Cassini bis 1999, INSEE ab 2006 Anmerkung(en): Ab 1962 offizielle Zahlen ohne Einwohner mit Zweitwohnsitz |                                                       |                                                       |                                                       |                                                       |

## Sehenswürdigkeiten
- Kirche Saint-Léger aus dem 15. und 17. Jahrhundert, seit 1988 als Monument historique eingeschrieben
- Geburtshaus von Vauban
- Abtei Pierre-qui-Vire aus dem 19. Jahrhundert
- Château de Ruères aus dem 15. Jahrhundert mit Turm und Kapelle
- Maison Vauban, 1996 eingerichtet, ist Teil des Écomusée du Morvan und widmet sich Vauban

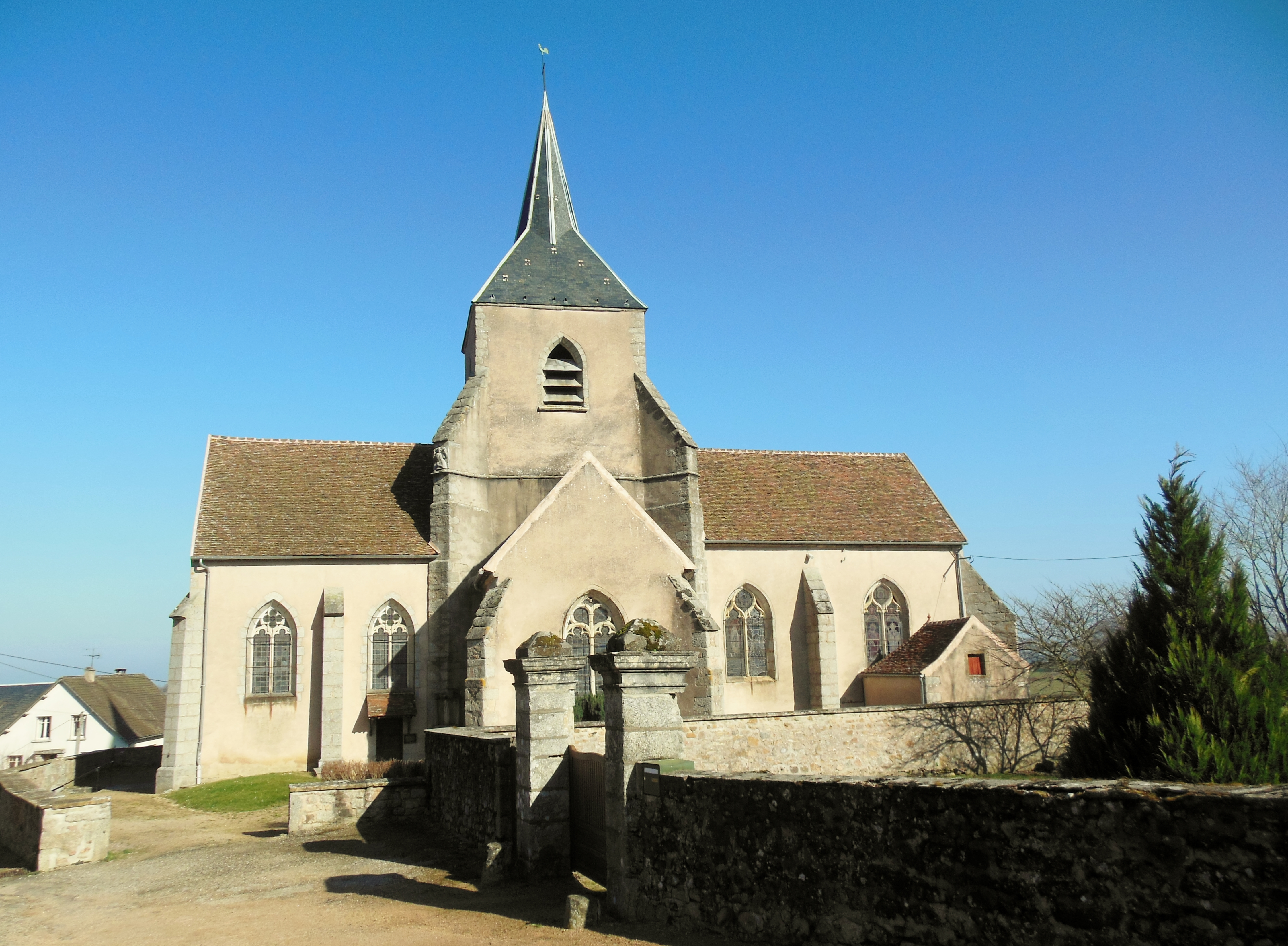
Kirche Saint-Léger
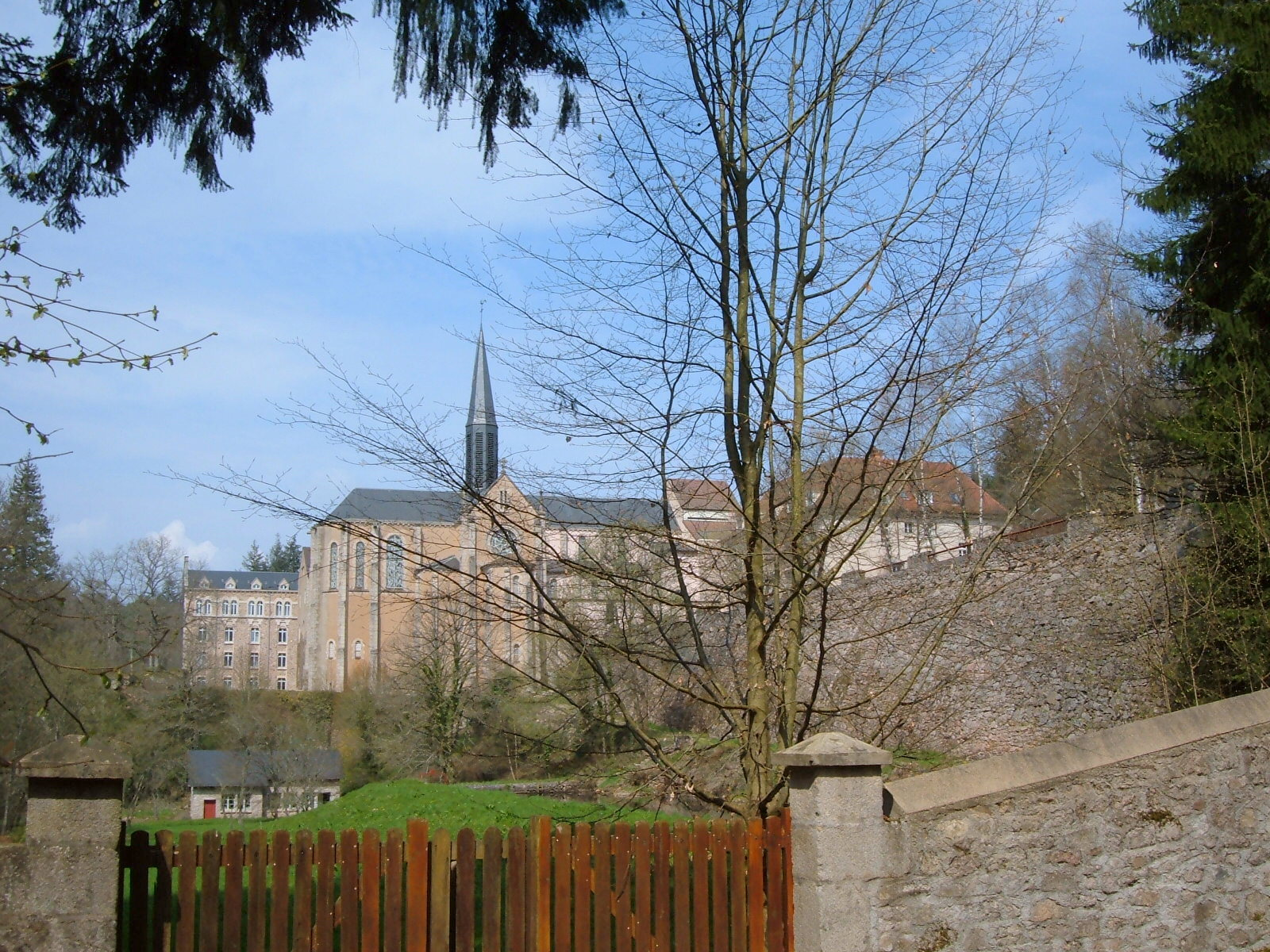
Blick auf die Abtei Pierre-qui-Vire
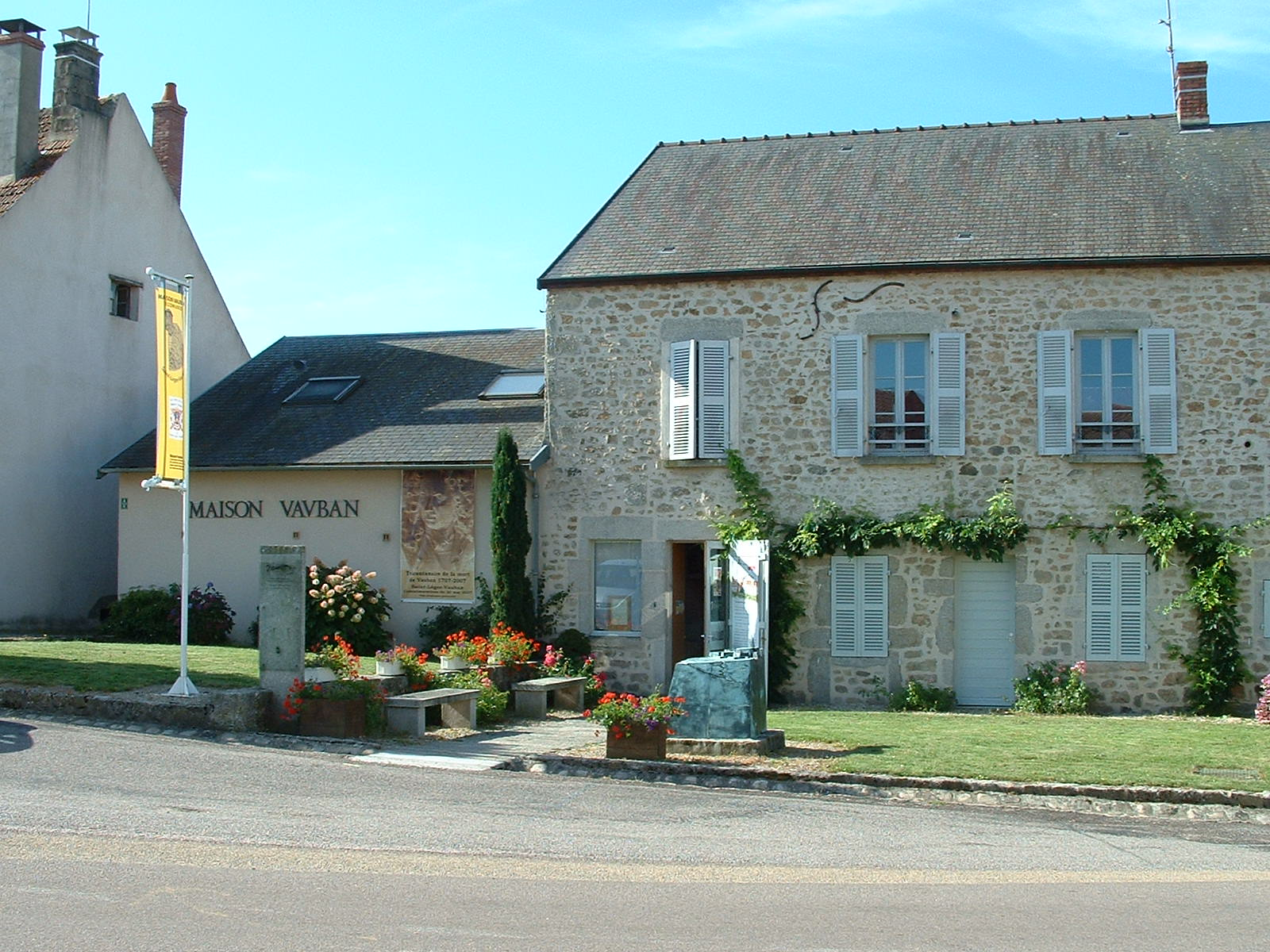
Maison Vauban